# Ida-Lova
Ida-Lova Saga Lind, beter bekend onder haar artiestennaam Ida-Lova, is een Zweeds zangeres en songwriter. Ze deed mee aan Melodifestivalen 2023 met het nummer Låt hela stan se på. Ze is de dochter van Christine Meltzer.

## Biografie
Ida-Lova brak in 2017 door toen ze op dertienjarige leeftijd het nummer Utan dina andetag van de rockgroep Kent zong op het Swedish Heroes Gala. Ze studeerde muziek aan het Viktor Ryberg Gymnasium.
Ida-Lova's cover van het nummer Utan dina andetag werd later uitgebracht als single. Hierna volgden meerdere singles, waaronder Tunnelbanan (Vi tar det en annan dag werd uitgebracht in juni 2023.
In 2023 deed Ida-Lova mee aan Melodifestivalen 2024 met het nummer Låt hela stan se på geschreven door haarzelf in samenwerking met Andreas 'Giri' Lindbergh, Joy en Linnea Deb. Ze eindigde in de derde heat in Lidköping op de vierde plaats wat onvoldoende was om de finale te halen.

## Discografie

### Ep's
- 2014: Unbelievable
- 2017: Collection

### Singles
- 2017: Utan dina andetag
- 2020: Kan det vara kärlek
- 2020: En stund på jorden
- 2020: Samma gata
- 2021: Vi äger hela världen
- 2022: På låtsas
- 2022: Hallå várlden kan du stanna?
- 2023: Låt hela stan se på
- 2023: Tunnelbanan (Vi tar det en anna dag)
- 2023: Halvfullt sprucket glas